# Zoltán Gál
Zoltán Gál (ur. 10 grudnia 1940 w Budapeszcie) – węgierski polityk, działacz komunistyczny, w 1990 minister spraw wewnętrznych, poseł do Zgromadzenia Narodowego, a od 1994 do 1998 jego przewodniczący.

## Życiorys
Z wykształcenia prawnik, ukończył w 1964 studia na Uniwersytecie im. Loránda Eötvösa w Budapeszcie. Od tegoż roku do rozwiązania należał do Węgierskiej Socjalistycznej Partii Robotniczej. Pracował w związkach zawodowych i w strukturach partii komunistycznej. W 1987 objął funkcję wiceministra spraw wewnętrznych, w 1990 przez kilka miesięcy sprawował urząd ministra w tym resorcie.
Był jednym z założycieli postkomunistycznej Węgierskiej Partii Socjalistycznej. W 1990 po raz pierwszy wybrany w skład Zgromadzenia Narodowego. Z powodzeniem ubiegał się o reelekcję w 1994, 1998, 2002 i 2006, zasiadając w węgierskim parlamencie do 2010. W latach 1990–1994 pełnił funkcję przewodniczącego klubu poselskiego socjalistów. Od czerwca 1994 do czerwca 1998 był przewodniczącym Zgromadzenia Narodowego.